# Martiniano Bracho Sierra
Martiniano Bracho Sierra (Amuay, Venezuela, 13 de octubre de 1929 -Caracas, Venezuela, 8 de enero de 1999) fue un poeta, narrador y diplomático venezolano. Hijo de Martiniano Bracho Chirinos y María Sierra Ollarves. Realizó sus estudios de secundaria en el liceo "Cecilio Acosta" de Coro, posteriormente se trasladó a Caracas para proseguir sus estudios y residenciarse en esa ciudad. Se unió en matrimonio con Carmen Calles Calles, con quien procreó seis hijas. Falleció en Caracas el 8 de enero de 1999.

## Carrera literaria
Bracho Sierra fue redactor de la revista Elite, colaborador y columnista de los diarios El Nacional, El Universal, La Esfera, Últimas Noticias, El Mundo y 2001. Entre sus obras publicadas se destacan: "Profecía del hombre" (1958), "Humana Heredad" (1964), "Los vientos minerales" (1964), "La innombrada de la luz" (1970), "Coro, la bienaventurada de los siglos" (1977), "De luz nos viene el alba" (1980) y la novela "Cuando las casa hablan" (1991).

## Carrera diplomática
En Caracas además de su reconocida labor literaria, ejerció funciones y responsabilidades políticas, fue diputado por el estado Falcón y embajador de Venezuela en Yugoslavia y Argentina. Orador de orden por América Latina en la sesión extraordinaria de la UNCTAD VI realizada en la ciudad de Belgrado en homenaje a Simón Bolívar. Fue fundador de la Cátedra Simón Bolívar, sobre el pensamiento político latinoamericano, en la Universidad de Sarajevo, República de Bosnia-Herzegovina, Yugoslavia. Le fue otorgada la más alta condecoración: Bandera de Yugoslavia con estrella dorada en Belgrado, en reconocimiento a su empeño de acercar a los países a su conocimiento mutuo. 
Anhelaba la integración latinoamericana a través de un eje fluvial que incorporase los ríos de la zona en una sola corriente navegable y se confundieran el Río de la Plata, el Paraná, el Uruguay, el Paraguay, el Marañón, el Putumayo, el Meta, el Caquetá, el Guaviare, el Magdalena, el Platanal, el Napo, el San Miguel, el Apurímac, el Madre de Dios, el Amazonas, el Ucayali, el Río Grande, el Tieté, el Mamoré, el Río Negro, el Orinoco, el Casiquiare y el Apure, entre otros.